# Dmitry Levitsky
Dmitry Grigoryevich Levitsky (em ucraniano: Дмитро Григорович Левицький) (Kiev, 1735 - ?, 1822) foi um  pintor retratista russo que trabalhou nos salões aristocráticos do Império Russo.
Seu pai, Grigory Levitsky, foi seu primeiro instrutor em arte. Mais tarde foi aluno de Aleksey Antropov. Ganhou fama depois de expor seis retratos na Academia Imperial de Arte de São Petersburgo em 1770. Em 1769 foi eleito acadêmico e indicado professor de retrato, permanecendo no cargo até 1788. Embora tenha recebido muitas encomendas durante sua vida, inclusive da imperatriz Catarina, a Grande, morreu pobre.